# رودريج كوسي
رودريج كوسي (بالإنجليزية: Rodrigue Kossi)‏ (11 يوليو 2000 في بنين - ) هو لاعب كرة قدم بنيني في مركز الوسط لعب سابقاً في نادي الترجي السعودي.

## روابط خارجية
رودريج كوسي على موقع قاعدة بيانات كرة القدم.إي يو (الإنجليزية)
- رودريج كوسي على موقع ناشيونال فوتبول تيمز (الإنجليزية)
- رودريج كوسي على موقع Soccerway.com (الإنجليزية)